# 东岳庙 (大同)
东岳庙是山西省大同市的一座明代古建筑及历史纪念建筑物，原为供奉 东岳大帝的庙宇，位于平城区古城街道城内县角东街县隍庙街，创建于明代 曾由法院使用。2019年修复，并恢复已拆除的牌坊。
1981年2月24日，东岳庙列为第一批大同市文物保护单位。